# 阿含・桐山杯日中決戦
阿含・桐山杯日中決戦（あごん・きりやまはいにっちゅうけっせん）は、囲碁の棋戦で、日本の阿含・桐山杯全日本早碁オープン戦と、中国の阿含・桐山杯中国囲棋快棋公開戦の優勝者同士による対抗戦形式で行われる。2000年から開始。中国語名称は阿含桐山杯中日冠軍対抗戦（阿含桐山杯中日冠军对抗赛）（または阿含・桐山杯中日囲棋快棋対抗賽）。
- 主催 中国国際友好聯絡会、日本棋院、中国囲棋協会
- 特別協賛 阿含宗
- 優勝賞金 （1-4回）300万円、（5回-）500万円

アコム杯全日本早碁オープン戦が阿含・桐山杯となり、中国の阿含・桐山杯が開始された1999年に、両優勝者同士の決戦として創設された。しかし日本の桐山杯が休止にともない2025年をもって休止予定

## 方式
- 対戦は一番勝負。
- 持時間は、1-2回は各1時間、秒読み1分。3回から1分の考慮時間10回、秒読み30秒。
- コミは1-4回は5目半、5回から6目半。中国開催は7目半
- 開催地は日本と中国の交互とし、ルールは開催地のルール。1回は北京で開催。日本では阿含宗本山のある京都で行われる。ただし第22・23期はeスポーツ対局で行われた。

## 結果
（左が勝者）
1. 2000年 小林光一（日本） - 馬暁春（中国）
2. 2000年 趙善津（日本） - 周鶴洋（中国）
3. 2002年 趙善津（日本） - 劉菁（中国）
4. 2002年 趙治勲（日本） - 兪斌（中国）
5. 2004年 古力（中国） - 加藤正夫（日本）
6. 2004年 周鶴洋（中国） - 羽根直樹（日本）
7. 2006年 古力（中国） - 井山裕太（日本）
8. 2006年 劉星（中国） - 張栩（日本）
9. 2007年 劉星（中国） - 張栩（日本）
10. 2009年 古力（中国） - 張栩（日本）
11. 2009年 孫騰宇（中国） - 羽根直樹（日本）
12. 2010年 邱峻（中国） - 山下敬吾（日本）
13. 2011年 朴文尭（中国） － 井山裕太（日本）
14. 2013年 古力（中国） - 張栩（日本）
15. 2013年 連笑（中国） - 村川大介（日本）
16. 2015年 柯潔（中国） - 井山裕太（日本）
17. 2015年 井山裕太（日本） - 黄雲嵩（中国）
18. 2016年 柯潔（中国） - 河野臨（日本）
19. 2017年 柁嘉熹（中国） - 六浦雄太（日本）
20. 2018年 辜梓豪（中国） - 一力遼（日本）
21. 2019年 張栩（日本） - 范廷鈺（中国）
22. 2021年 辜梓豪（中国） - 許家元（日本）
23. 2022年 李欽誠（中国） - 平田智也（日本）
24. 2024年 楊鼎新（中国） - 一力遼（日本）
25. 2024年 陳梓健（中国） - 一力遼（日本）